# Bijentuin
Een bijentuin is een tuin die speciaal is ontworpen om bijen en andere bestuivers aan te trekken en te ondersteunen. Dit gebeurt door het planten van bloemen, bomen en struiken die rijk zijn aan nectar en stuifmeel, wat bijen nodig hebben voor hun voeding. Bijentuinen helpen de biodiversiteit te bevorderen en bieden een veilige leefomgeving voor bijen, wat van belang is gezien de afname van bijenpopulaties wereldwijd.

## Voorbeeld
- Bijentuin Hengelo